# Orłowo (powiat lipnowski)
Orłowo – wieś w Polsce, położona w województwie kujawsko-pomorskim, w powiecie lipnowskim, w gminie Wielgie.

## Podział administracyjny
| SIMC    | Nazwa    | Rodzaj    |
| ------- | -------- | --------- |
| 1029253 | Karolewo | część wsi |

W latach 1975–1998 miejscowość należała administracyjnie do województwa włocławskiego.
Do końca 2010 r. wyróżniona była także druga część miejscowości – Krzyżówki, jednak została ona zniesiona z dniem 1 stycznia 2011 r.

## Demografia
Według Narodowego Spisu Powszechnego (III 2011 r.) liczyła 90 mieszkańców. Jest dziewiętnastą co do wielkości miejscowością gminy Wielgie.